# محمد حسن العيسى

## نبذة عن الشهيد
محمد حسن العيسى (21 سبتمبر 1997 - 29 مايو 2015). قتل في تاريخ 29 مايو 2015 على يد أحد افراد داعش عند بوابة جامع الإمام الحسين بالدمام، ويطلق عليه البعض اسم «حامي الصلاة». أطلق عليه هذا اللقب لكونه هو من احال وقوع التفجير داخل المسجد بجوار المصلين.
محمد حسن العيسى، الذي راح ضحية التفجير الإرهابي الذي وقع بمسجد العنود بالدمام أثناء صلاة ظهر الجمعة، حيث أن «محمد» كان واحدًا من الذين شاركوا في إحباط التفجير، ومنع وصول الانتحاري إلى داخل المسجد.
حيث بدأت الحادثة عندما تشكك ابن خالته عبد الجليل الاربش في سيدة حاولت دخول المسجد؛ حيث شعر بأن شكلها العام لا يوحي بأنها امرأة وانه قد منع صلاة النساء في المسجد تحرزا من أي هجمات اهابية من متنكر بزي النساء، وعند الحديث إليها، وجد أن لديها إصرارًا على دخول المسجد، فتصدى لها بعدما تأكدت شكوكه من أنه يقف أمام رجل متنكر في زي نسائي.
وعندما شعر الانتحاري بأن أمره كُشف، سارع إلى تفجير العبوة الناسفة التي أخفاها داخل ملابسه، فتسببت في مقتل بعض المحيطين من حوله، وكان من بينهم الشاب وكان محمد قد لحق بابن خالته عبد الجليل ومحمد وكان هنالك أيضا عبد الهادي الهاشم.

## حادثة التفجير
أثناء أداء المصلين لصلاة الجمعة في جامع الإمام الحسين في حي العنود بمدينة الدمام قام أحد الأشخاص متنكرًا في زي نسائي (سمته داعش أبو جندل الجزراوي) بمحاولة الدخول إلى قسم النساء وعندما علم أنه مغلق قام بمحاولة الدخول إلى مصلى الرجال مما أثار حوله الريبة والشك فقام عدد من المصلين المتطوعين لحماية المسجد باستيقافه ومحاولة تفتيشه، وبعد اكتشاف أمره قام بتفجير نفسه خارج المسجد مما أسفر عن مقتله وثلاثة آخرين من المصلين [2] وإصابة 4 أشخاص بإصابات غير مهددة للحياة [3]، وقد أعلن تنظيم داعش مسؤوليته عن الهجوم [3]. .

## اقرأ أيضا
1. محمد الاربش
2. علي ناصر السلمان
3. محمد العيسى
4. علي الحبيب